# Moravská kuchyně

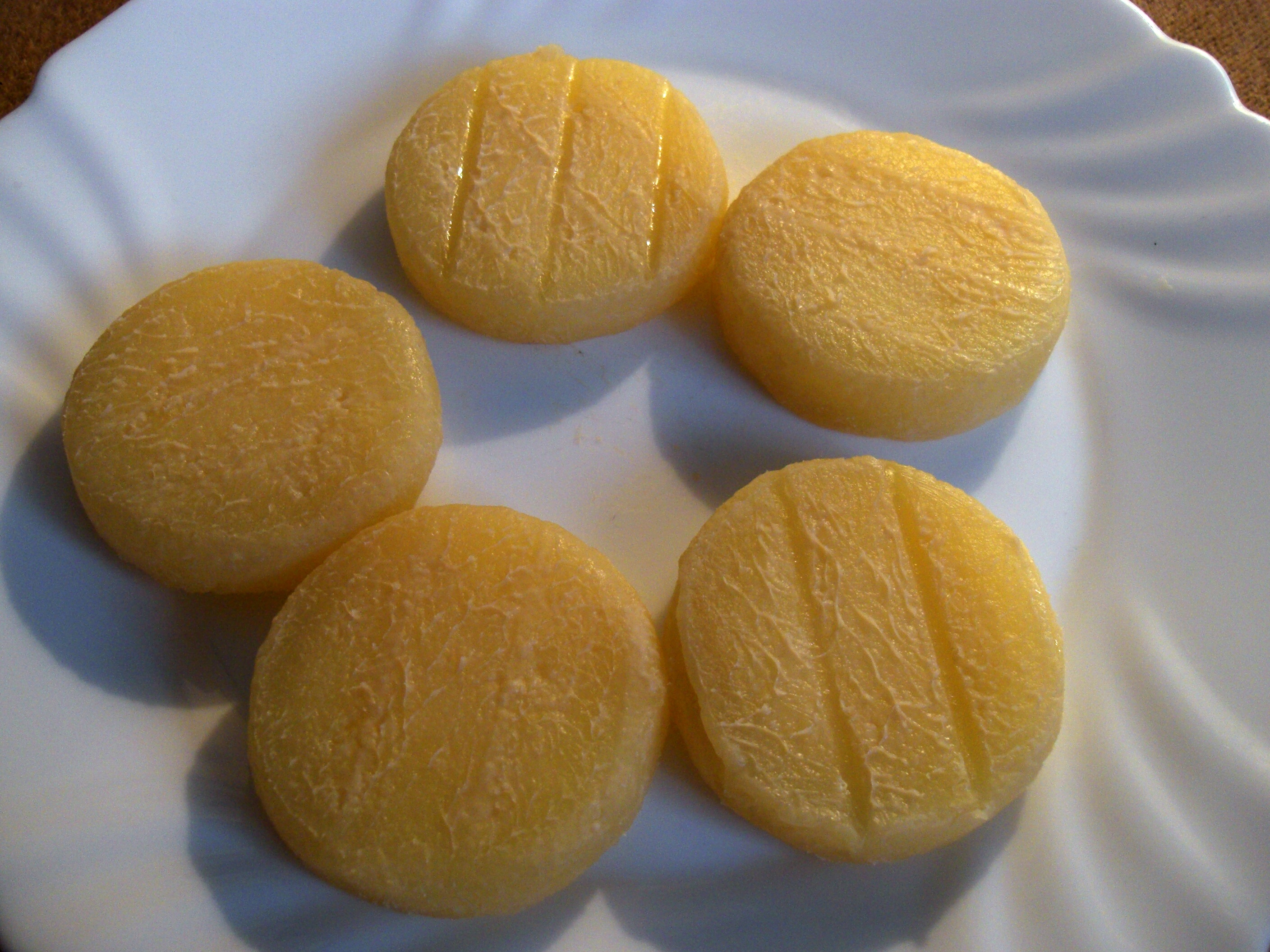
Olomoucké tvarůžky

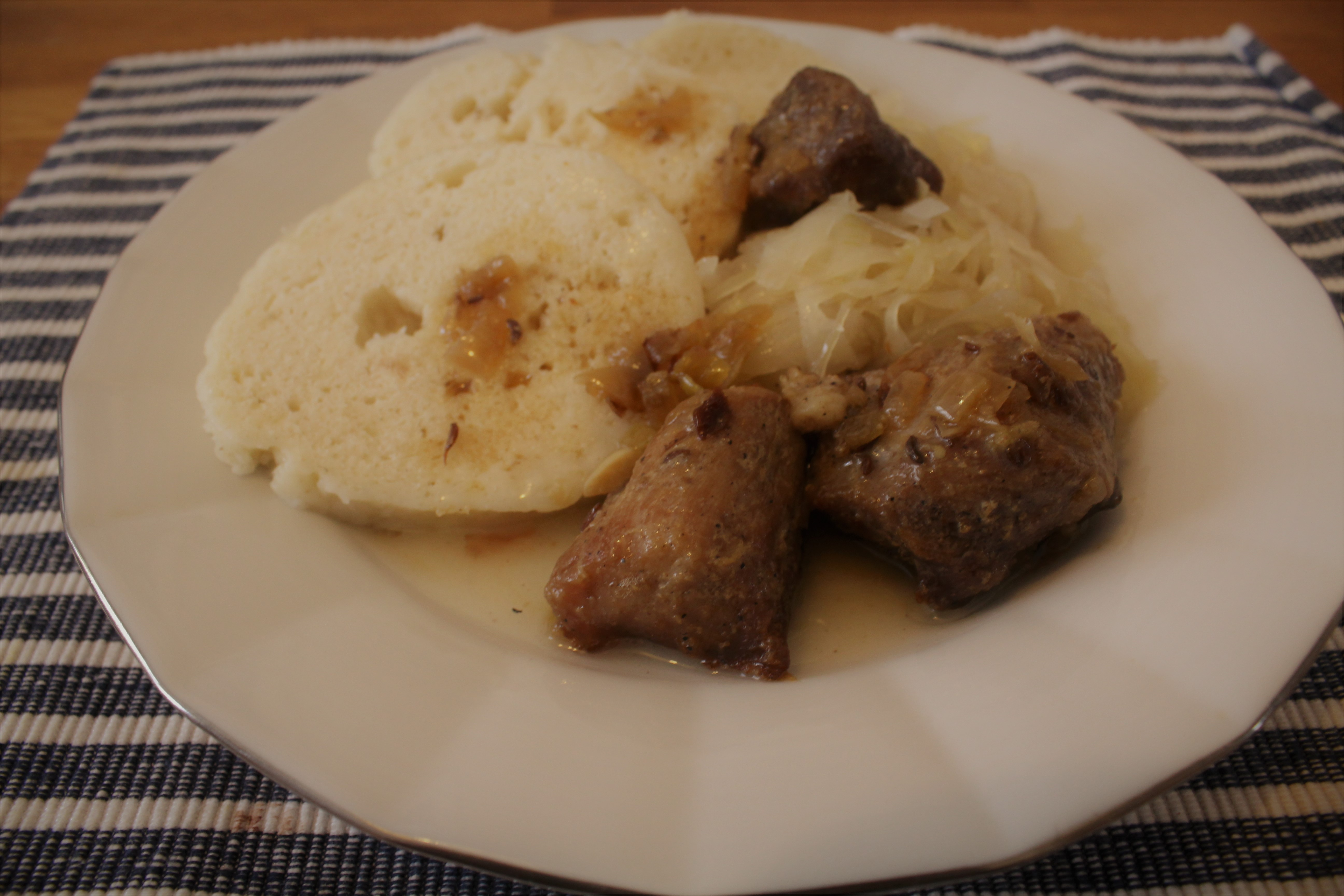
Moravský vrabec

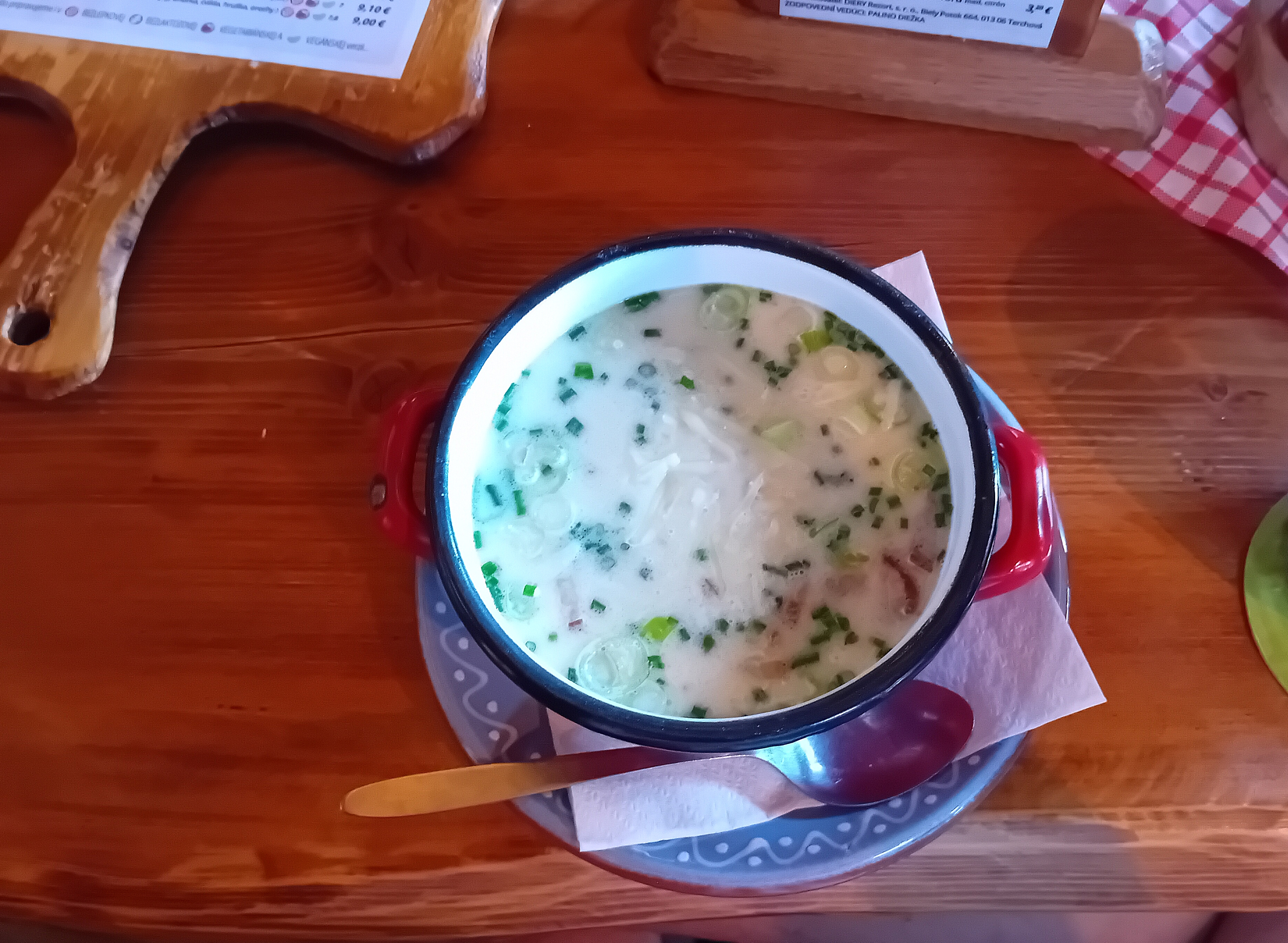
Demikát

Moravská kuchyně je dnes brána za součást české kuchyně, ale existuje mnoho pokrmů, které jsou typické pro Moravu. Osobitý charakter moravské kuchyně je formován geografickými podmínkami a klimatem, který silně inklinuje ke karpatské a panonské oblasti. Stejně tak povodím Dunaje a staletími relacemi mezi obyvatelstvem, kulturou a kuchyní tohoto prostoru i skladbou plodin (víno, meruňky, broskve, slívy, mandle, oskeruše) které jsou v Čechách přirozeně přítomny jen v malém množství. Některé prvky sdílí moravská kuchyně také se slovenskou kuchyní (zejména na Slovácku a Valašsku), dolnorakouskou a dokonce maďarskou. Především v oblasti Valašska pak byla moravská kuchyně v něčem ovlivněna rumunskou kuchyní, a to díky valašské kolonizaci. V oblasti Lašska jsou patrné i vlivy polské kuchyně.
Morava se dělí (jak je běžné i jinde) na několik národopisných regionů (jako Horácko, Valašsko, Haná, Slovácko a Lašsko), z nichž každý má svá typická jídla.

## Koření
Pro Moravu je podobně jako pro Čechy, Západní Slovensko a částečně Rakousko jsou charakteristické: majoránka a kmín jako dominující druhy koření. K ním se na Moravě ještě připojují též medvědí a viničný česnek, paprika a tymián a rozmarýn které zde rostou volně nepoměrně hojněji a uplatňují se v lidové stravě i obecné kuchyni.

## Příklady moravských pokrmů

### Horácko
Příklady horáckých pokrmů:
- Horácká polévka, smetanová polévka s houbami a bramborami
- Kyselka, či Keselka, též Zelňačka (zelná polévka), polévka z kysaného zelí a brambor (bývá i varianta s klobásou)
- Horácký závitek, závitek z hovězího masa
- Žďárský vrabec, plátek vepřového bůčku podávaný s kroupami

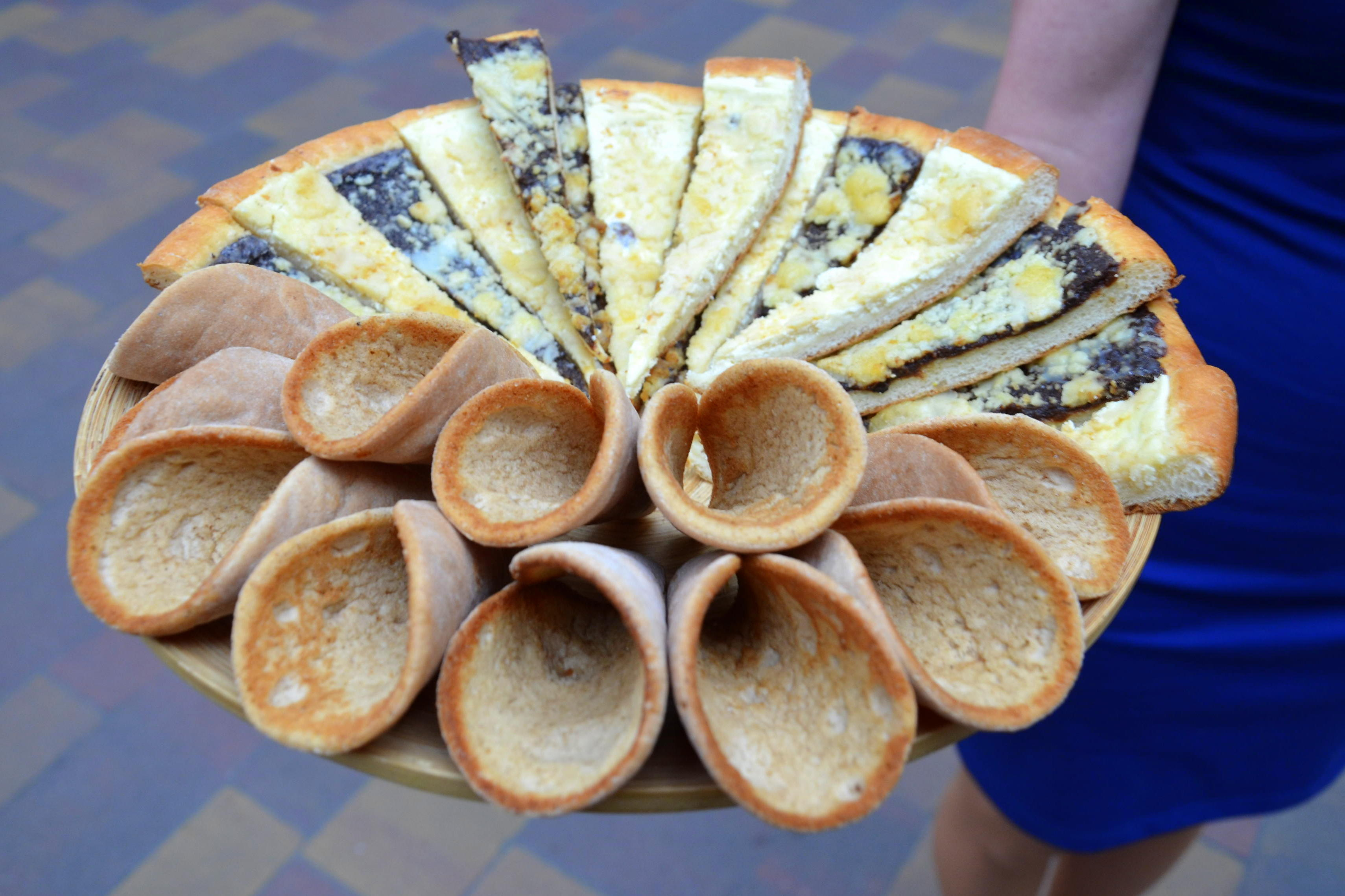
Štramberské uši a frgál

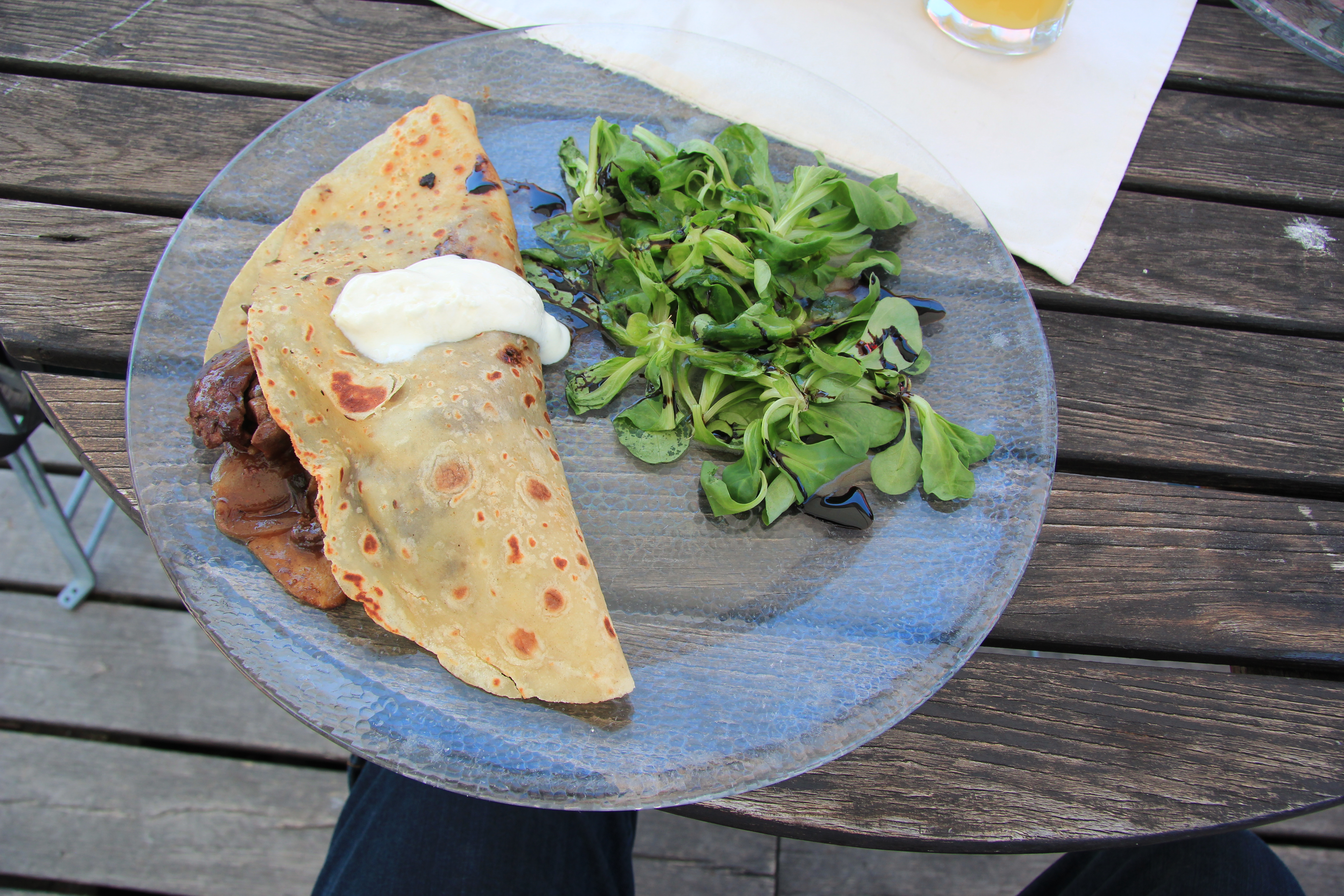
Lokše

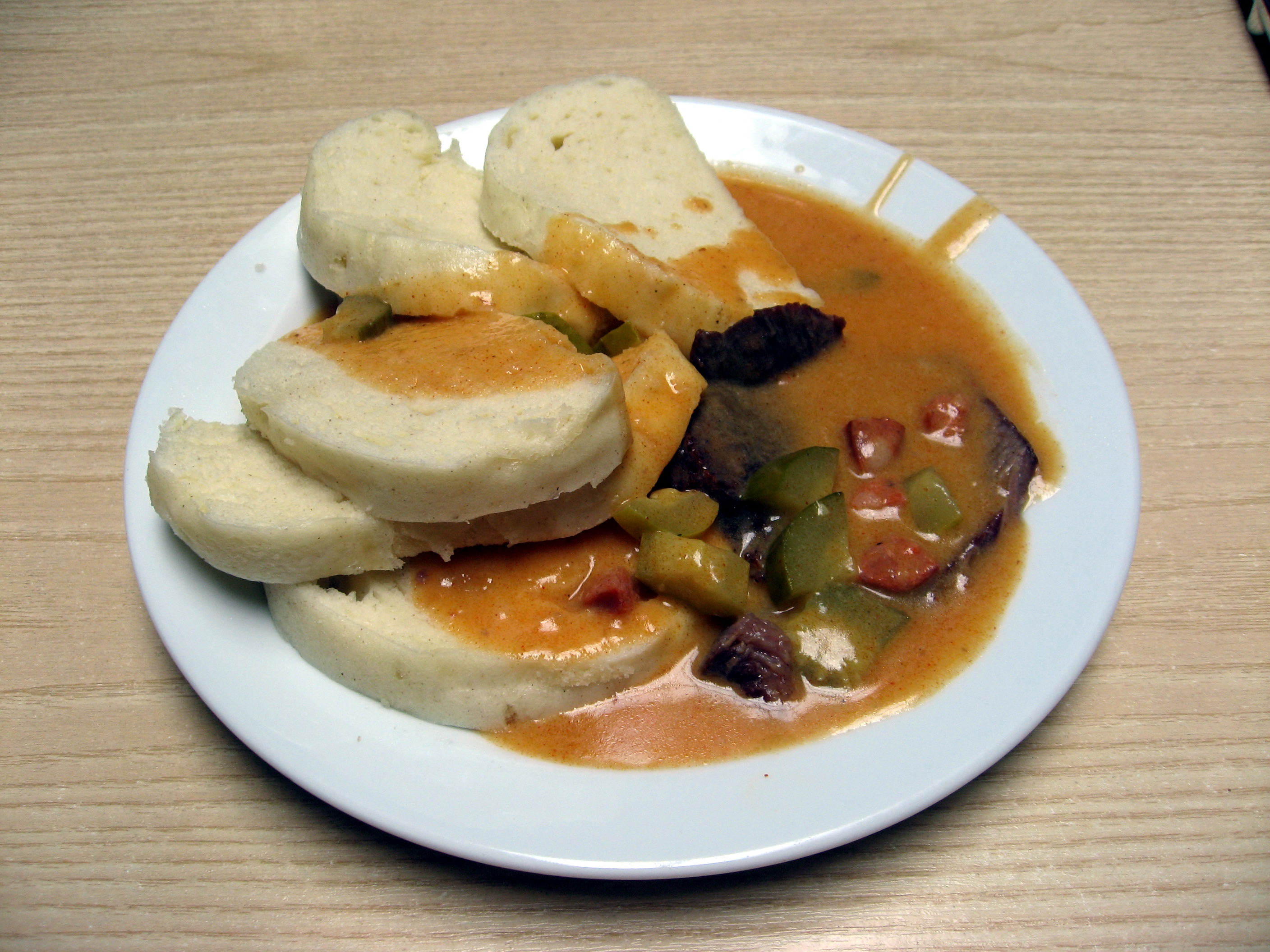
Znojemská pečeně, novodobá variace krajového pokrmu

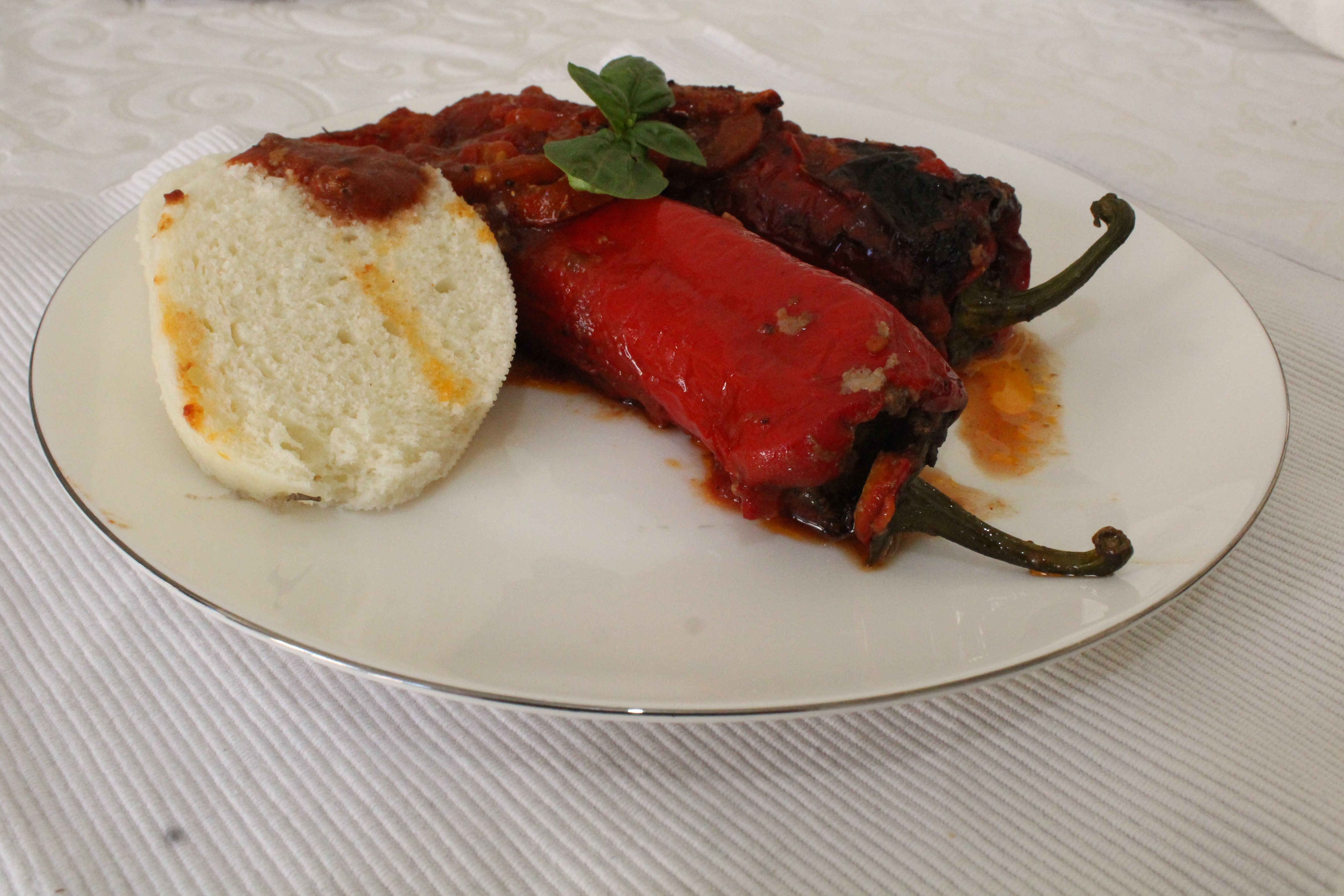
Moravská podoba paprik plněných mletým masem, starodávný moravský pokrm

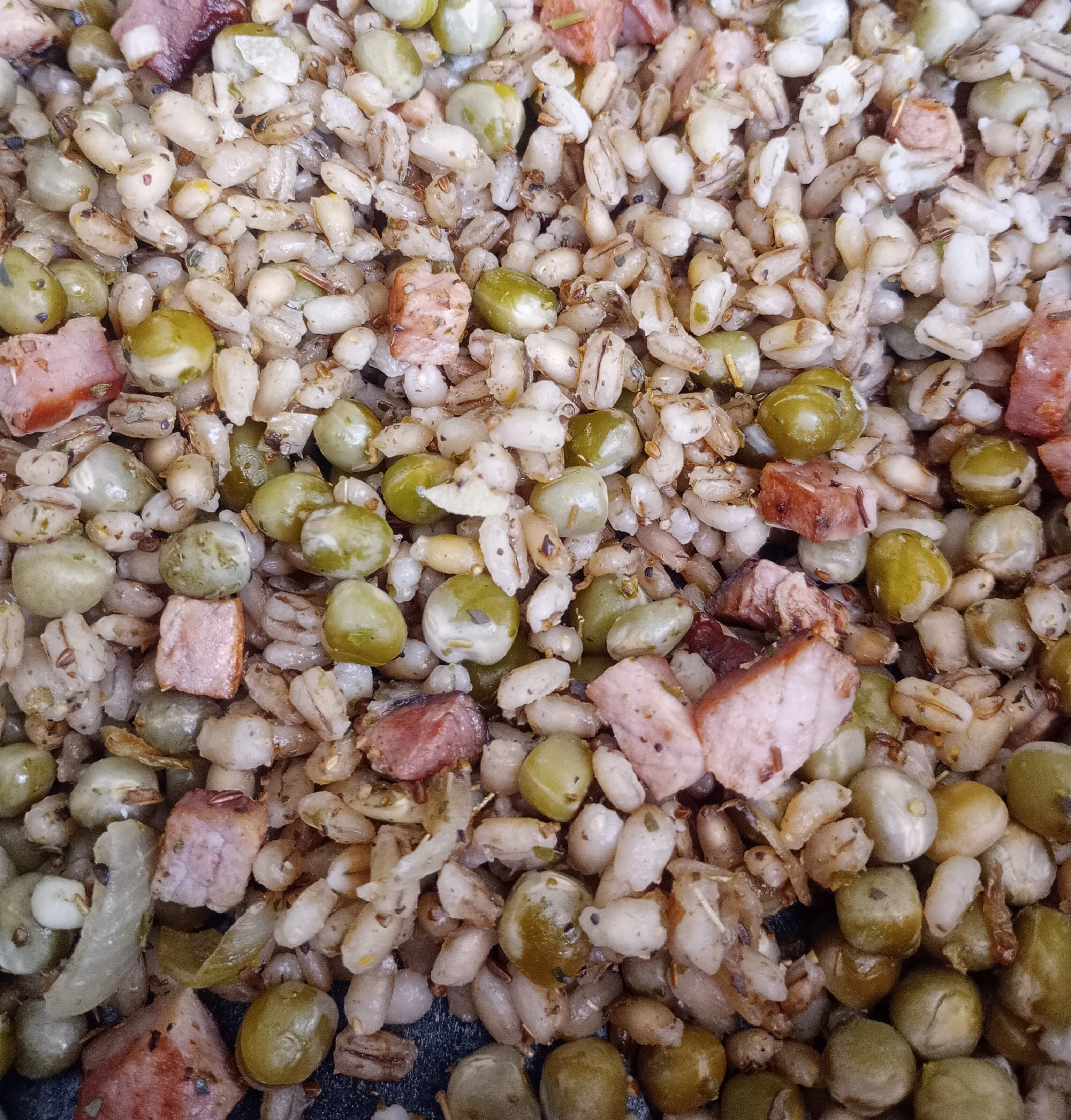
Šumajstr

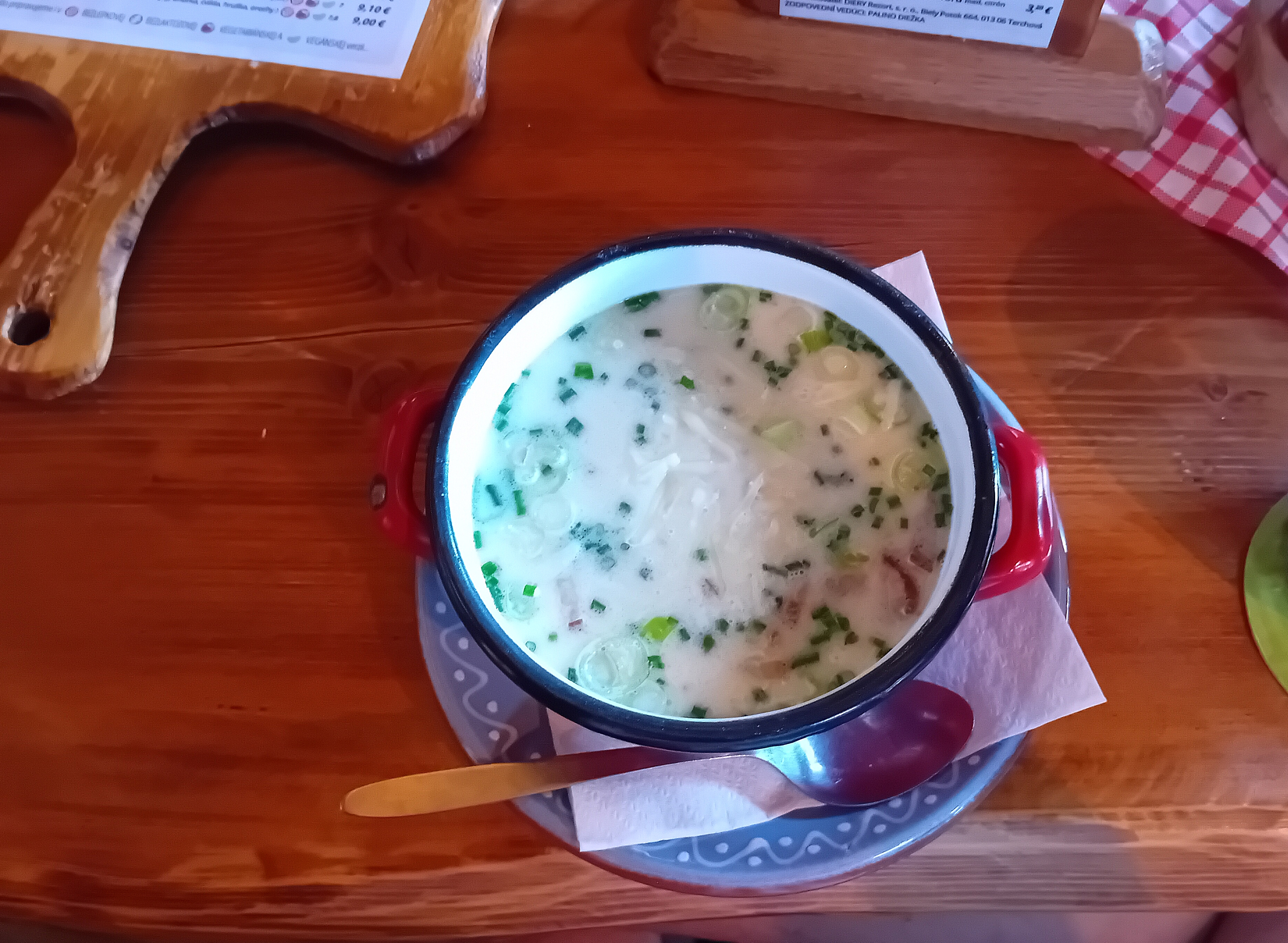
Demikát

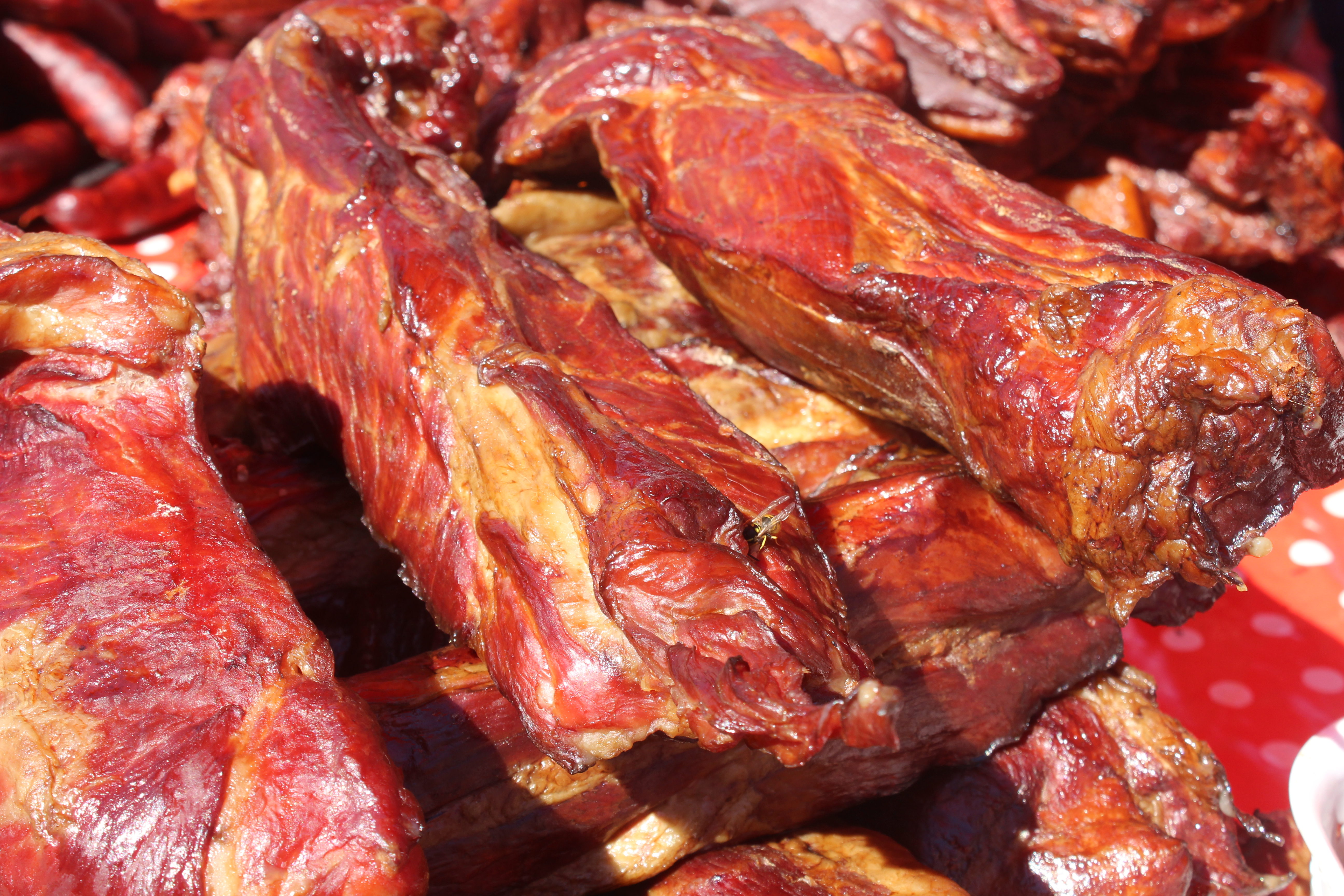
Moravské uzené

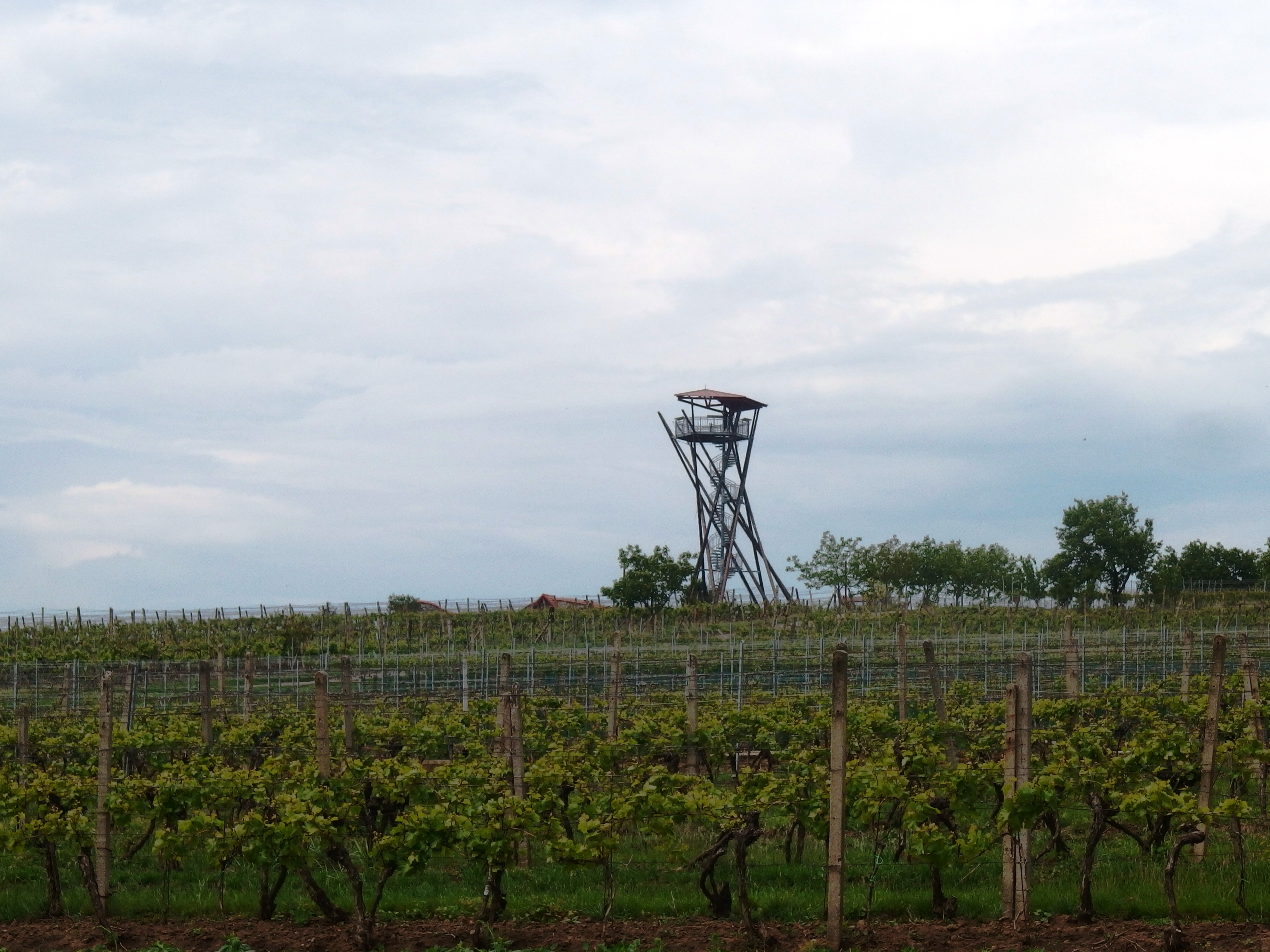
Vinice u Velkých Pavlovic

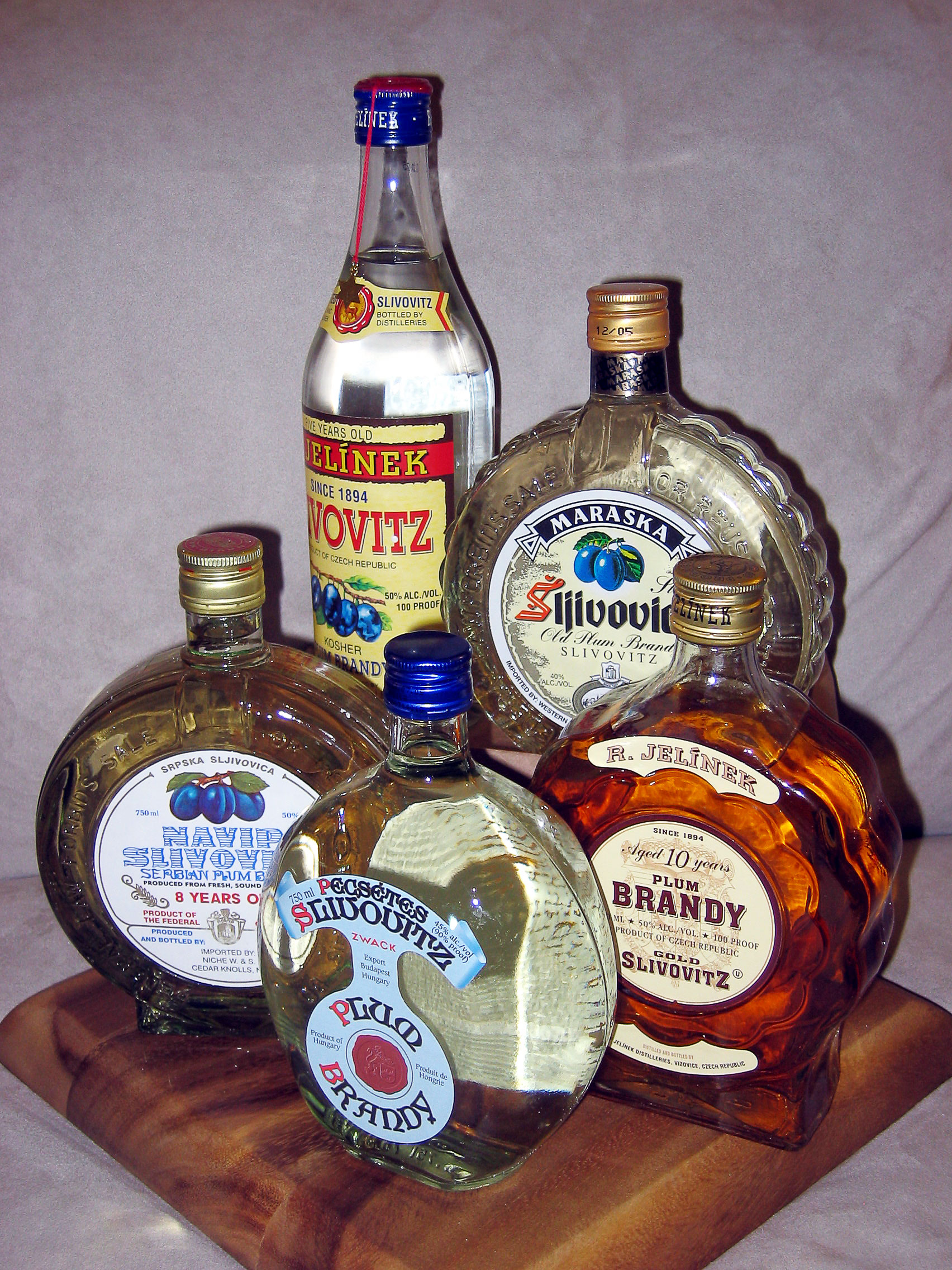
Různé druhy slivovice

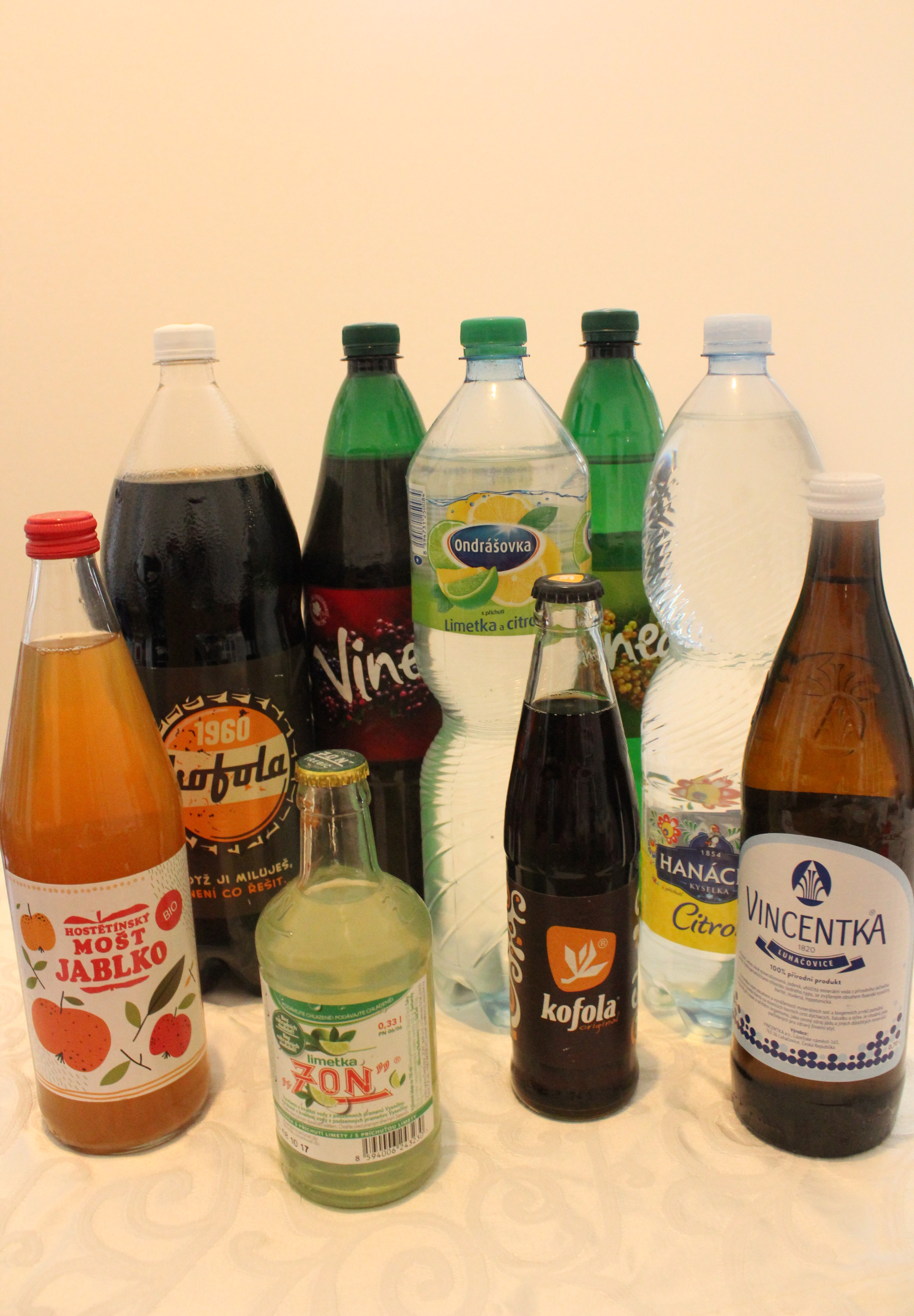
Moravské nealko nápoje

- Podhorácké mládě, ořechový koláč

### Valašsko
Příklady valašských pokrmů:
- Frgál, velké kynuté koláče posypané drobenkou
- Kontrabáš, směs pohanky, brambor a slaniny nebo klobásy
- Stryk, bramborové placky původem ze Slezska
- Kyselica, smetanové polévka z kysaného zelí, klobásy a brambor
- Sýry, například brynza
- Demikát, sýrová polévka, nejčastěji z brynzy[15][16]
- Pečená husa
- Hrstková polévka[17]
- Kmínová polévka[18]
- Hříbková polévka[18]
- Valašský chléb[2]

#### Vánoční pokrmy
O Vánocích Valaši jedli nejprve oplatek (s medem nebo česnekem), polévku štědračku (směs luštěnin, hub a švestek).  Hlavním chodem byla pohanková kaše s medem, poté i jablečný závin, dušené kvaky, zelí, suché švestky a ořechy.

##### Velikonoční pokrmy
Předvelikonočním jídlem počas končin byly koblihy, ve tvaru spláclých kuliček, byly plněné povidly, smažily se másle, sádle nebo na bukvicovém oleji. Koblihy se napichovaly na rožeň (připodobnění šavle) počas obcházení. Chudší jedli buchty.
Obvyklým jídlem o Velikonocích byly mazance z kynutého těsta, připravované ve sladké i slané variantě, dále velikonoční beránci nebo jidáše.

### Haná
Příklady hanáckých pokrmů:
- Tvargle a syrečky, mezi nejznámější patří olomoucké tvarůžky
- Různé kaše (př. fazolová, hrachová, moučná, krupičná[27]) a polévky (např. syrnica[28])
- Tróč, tradiční koláč s drobenkou
- Hertepláky, tenké bramborové placky podávané s mákem, cukrem nebo povidly
- Pukáče, knedlíky z bramborového těsta plněné tvarohem, podávané nasladko[29]
- Hanácky halušky
- Hanácky kobližky[30]
- Barkes, sladká bramborová placka s ovocem[31]
- Šêške s makem, šolánke s makem (jinde na Moravě jako šulánky s mákem), lôkše s makem z bramborového těsta (i variace se strouhaným perníkem)
- Plumlovský řízek, řízek podávaný s vejcem, sýrem a klobásou[32]
- Hodolanská omáčka, omáčka z mléka a uzeniny[33]
- Loštický řízek, řízek plněný syrečky[34]
- Šmetynky, kremrole
- Beleše, placky z kynutého těsta
- Cviboch, dezert z piškotového těsta s tvarohem
- Hanácké salát, salát z červeného kysaného zelí
- Hrstková polévka[17]
- Špekové knedlíky[35]
- Hanácké bóček, bůček plněný syrečky[36]
- Vdolky, pečené kynuté kulaté koláče s drobenkou[37]
- Vdolečky, pečené bochánky s posypkou, plněné tvarohem nebo povidly[38]
- Prstky, pečené vánoční cukroví[39][40][41]

#### Vánoční pokrmy
Předkrmem o hanáckých Vánocích byly oplatky s medem (nebo někde i s česnekem). Následovala čočková nebo hrachová polévka se podávala. Hlavním chodem byly kaše (hrachová, čočková, jáhlová, prosová) nebo nákypy (s houbami).

### Slovácko
Příklady slováckých pokrmů:
- Fazulnica, fazolová polévka
- Šumajstr, směs krup, fazolí a škvarků
- Moravský vrabec, kousky vepřového masa se zelím, ze Slovácka se rozšířil i do zbytku Česka
- Kuřecí plátky v marholové máčce, kuřecí medailonky v meruňkové omáčce s kousky meruněk a mandlí[47] (spíše Hanácké Slovácko)
- Halušky
- Patenty, tenké placky z brambor a mouky
- Lopaťák[4] (podoblé frgálu)
- Trdelník, sladké pečivo válcového tvaru posypané skořicí a cukrem
- Štědrák, koláč z kynuteho těsta ze čtyř vrstev náplní[48]
- Guliváry, plněné knedle[49]
- Šmetrdóle, kremrole
- Burčák[50]
- Šustka, kousky vařeného bramborového těsta, podobné škubánkům[51]
- Béleše, placky z kynutého těsta[51]
- Pagáčky, škvarkové placky[51]
- Bundavina, dušená zelenina ve smetanové omáčce[52]
- Slížky, bramborové knedlíčky podávané s kysaným zelím a slaninou[51]
- Meltašky, ořechový dezert[53]
- Pěry, pirohy[54]
- sýr Lipťák[55][56]
- Obarovica, vepřová zabíjačková polévka[57][58][59]

#### Vánoční pokrmy
Předkrmem o slováckých Vánocích oplatky, polévkou nejčastěji hrachová nebo zelná či houbová. Hlavním chodem byly kaše - krupičná, jáhelná nebo pohanková.

### Lašsko
Příklady lašských pokrmů:
- Bigos, původně polský pokrm, směs zelí, masa a klobásy
- Chlebová polévka[63]
- Ostravská klobása
- Štramberské uši, regionální specialita (Štramberk), sladkost z perníkového těsta
- Klobásník, koule z kynutého těsta plněné mletým masem, podávaný hlavně na Velikonoce[64]

### Celomoravské
- Kváskový chléb
- Znojemská omáčka
- Moravské uzené, tužší zato jemné, chudě kořeněné (obyčejně jenom česnek), méně soli než v Čechách, dělá se obyčejně dlouho při nízké teplotě

## Moravské nápoje
Na Moravě je rozšířeno vinařství, Vinařská oblast Morava je nejvýznamnější vinařskou oblastí v Česku. Dělí se na 4 vinařské podoblasti: znojemskou, mikulovskou, velkopavlovickou a slováckou. Na Moravě se vyrábí bílé i červené víno, mezi nejpěstovanější odrůdy bílého vína patří Rulandské šedé, Ryzlink rýnský a Chardonnay, mezi nejpěstovanější odrůdy červeného vína patří Rulandské modré, Frankovka a Zweigeltrebe. Existují i regionální moravské odrůdy, například Pálava nebo Aurelius.
Na Moravě jsou, mnohem více než v Čechách, populární lihoviny (například slivovice). Pravděpodobně to je způsobeno tím, že v roce 1835 byl ve Vídni vydán dekret umožňující jednotlivci vypálit ročně až 56 litrů padesátiprocentní kořalky z plodin pocházejících z vlastních zahrad, aniž by platil jakoukoli daň. Tento dekret ovšem platil pouze na území Moravy, nikoliv v Čechách.
Mezi moravské značky piva patří např. Litovel, hanušovická Holba, přerovský Zubr, jihlavský Ježek, Černá Hora, Ostravar, Starobrno nebo ve slezských Nošovicích vařený Radegast.
Mezi moravské minerální vody patří např. hornomoštěnická Hanácká kyselka, moravskoberounská Ondrášovka, Šaratica nebo luhačovická Vincentka. V oblibě jsou i místní prameny, např. ve Slatinicích, které lidé přímo využívají pro vlastní potřebu.